# HC Sassari
Le HC Sassari était un club féminin de handball basé à Sassari en Italie.
La Yougoslave puis Bosnienne Svetlana Kitić, qui sera élue en 2010 meilleure handballeuse de tous les temps, y a évolué entre 1988 et 1994. Il est le meilleur club italien des années 2000 avant de disparaître en 2013.
Pour des raisons de sponsoring, le club a évolué sous plusieurs noms différents :
- 1985-1989 : Chirmed
- 1998-2002 : Acciaro & Parodi
- 2002-2004 : Florgarden
- 2004-2006 : Sassari Città dei Candelieri
- 2006-2008 : Edilcinque
- 2008-2009 : Tangram
- 2009-2010 et 2011 : Verde Vita
- 2013 : Key Estate

## Palmarès
compétitions nationales
- vainqueur du Championnat d'Italie (6) en 2003, 2005, 2006, 2007, 2008 et 2009
- vainqueur de la coupe d'Italie (6) en 2002, 2003, 2005, 2006, 2010 et 2011